# Machaeropsis rubrilineata
Machaeropsis rubrilineata är en insektsart som beskrevs av Maa 1963. Machaeropsis rubrilineata ingår i släktet Machaeropsis och familjen Machaerotidae. Inga underarter finns listade i Catalogue of Life.